# Herb Bremy

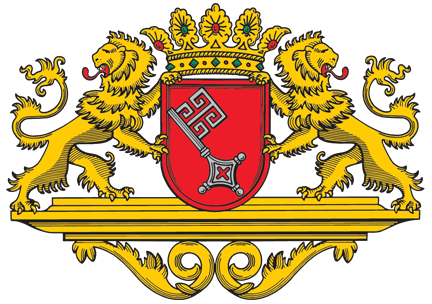
Herb wielki

Herb średni

Flaga Bremy z czasów Hanzy

Herb Wolnego Miasta Hanzeatyckiego Bremy (niem.: Das Wappen der Freien-und Hansestadt Bremen) pojawił się po raz pierwszy w roku 1366 na pieczęci miasta. Klucz, w tym kształcie zwany Kluczem Bremeńskim, jest jednym z atrybutów św. Piotra Apostoła, patrona katedry bremeńskiej. W ciągu stuleci herb wielokrotnie zmieniał swój wygląd, w niektórych okresach widniała na nim postać św. Piotra z kluczem w ręku. Obecny Wielki Herb pochodzi z roku 1891, choć trzymacze heraldyczne, lwy trzymające tarczę pojawiają się już w roku 1618. Tarcza herbowa ukazuje srebrny klucz formy gotyckiej w czerwonym polu położony ukośnie na prawo i zwrócony na lewo. Wielki i Średni herb są ukoronowane pięciopłatkową koroną ozdobioną klejnotami, Herb Mały to tylko czerwona tarcza herbowa z kluczem bremeńskim bez uwieńczenia koroną.
W dawnych latach patrycjusze bremeńscy żartowali sobie na temat herbu konkurencyjnego Hamburga, mówiąc: "Hamburg ma wprawdzie bramę do świata, ale my mamy do niej klucz."